# 米库拉什·克尔纳奇
米库拉什·克尔纳奇（1947年2月15日—），斯洛伐克男子足球运动员，场上位置是前锋。他曾代表捷克斯洛伐克国奥队参加1968年夏季奥林匹克运动会足球比赛，获得第九名。